# Phaethontis (Gradfeld)
Das Phaethontis-Gradfeld gehört zu den 30 Gradfeldern des Mars. Sie wurden durch die United States Geological Survey (USGS) festgelegt. Die Nummer ist MC-24, das Gradfeld umfasst das Gebiet von 120° bis 180° westlicher Länge und von −65° bis −30° südlicher Breite.
Es wurde nach Phaethon benannt, dem Sohn des Sonnengottes in der griechischen Mythologie.